# Guus Verstraete
 (décembre 2018).
Si vous disposez d'ouvrages ou d'articles de référence ou si vous connaissez des sites web de qualité traitant du thème abordé ici, merci de compléter l'article en donnant les références utiles à sa vérifiabilité et en les liant à la section « Notes et références ».
Pour les articles homonymes, voir Verstraete.
Guus Verstraete, né  August Juliaan De Graef le 24 décembre 1914 à Rotterdam et mort le 4 mars 1994 à Soest, est un acteur et metteur en scène néerlandais.

## Carrière
Issue d'une famille d'artiste, il est le fils de l'acteur Jules Verstraete. Il est le frère cadet des actrices Mieke Verstraete et Jeanne Verstraete. Il est le frère aîné de l'acteur-scénariste Bob Verstraete. Il est le beau-frère de l'acteur Max Croiset et de l'acteur Richard Flink. Il est l'oncle des acteurs Hans Croiset, Jules Croiset et Coen Flink. Il est le grand-oncle des acteurs Vincent Croiset et Niels Croiset. Il est le père de l'acteur Guus Verstraete jr.

## Filmographie

### Cinéma et téléfilms
- 1940 : Rembrandt
- 1941 : Uit het leven van Dik Trom
- 1959 : Claudia
- 1959 : Dokter Gerbrand
- 1960 : De zaak M.P. (nl)
- 1962 : Kermis in de regen (nl)
- 1962 : Meneer Sampson
- 1963 : Er valt een ster
- 1963 : Als twee druppels water
- 1966 : Het Museum
- 1966 : Een beeld van een meisje
- 1968 : Mijnheer hat lauter Töchter
- 1969 : De Glazen Stad (nl)
- 1972 : The Little Ark
- 1985 : De Appelgaard (nl)
- 1986 : Huwelijk in de steigers
- 1987 : De Ep Oorklep Show (nl)

## Théâtre

### Metteur en scène
- 1954 : Kapers op de kust of Bloed en liefde op een oud piratenschip
- 1975 : Een Vuile Egoïst (nl)
- 1978 : Bang voor een pak slaag
- 1978 : De huiselijke vrede
- 1978 : Jong geleerd
- 1978 : Voor het raam